# 엔도 켄지
엔도 켄지(일본어: 遠藤 健児)는 일본의 만화 《20세기 소년》의 등장인물로, 해당 작품의 주인공이다.

## 개요
키리코의 동생이자 칸나의 삼촌이다.
1970년 친구들과 함께 세계정복을 노리는 악의 조직을 무너뜨리기 위해 9명의 전사가 나타났다는 내용인 <예언의 서>라는 책을 만든 적이 있다. 중학생 시절에는 점심시간에 방 송실에 난입해 교내방송에 티렉스의 〈20th Century Boy〉를 튼 적도 있다. 대학 시절 찰리, 빌리와 함께 락 밴드를 결성하여 활동하였다. 밴드 해산 후 아버지가 운영하시던 술집을 편의점으로 바꾼 뒤 편의점을 운영하며 지냈다.
그러던 중 시카시마교수의 실종사건과 동키의 자살부고를 듣게 된다. 동키의 자살이 의심스러워 개인적으로 조사하던 중 의문의 사나이에게 동키는 친구의 의해 타살되었다는 말과 자신이 어렸을 적 쓴 <예언의 서> 말대로 '친구’가 지구를 멸망시키려 한다는 말을 듣게 된다. 이에 켄지는 자신도 <예언의 서>대로 친구를 모아 지구를 구하기로 결심한다. 1999년 12월 31일 도쿄에서 거대 로봇이 나타나 무차별적으로 세균병기를 뿌리고 다니는 것을 목격한 켄지와 친구들은 거대 로봇을 막기위해 노력한다. 우여곡절 끝에 켄지가 로봇에 탑승했지만 '켄지'라고 적힌 마네킹만이 타고 있었을뿐 아무도 타고 있지 않았다. 켄지가 당황해 하던 중 누군가가 켄지를 불렀고 눈 앞에는 친구의 탑에서 자신을 부르는 친구를 보게 된다. 이때 친구는 핫토리 가면을 벗고 켄지 역시 그 얼굴을 보나 바로 그때 켄지가 가지고 온 시한폭탄이 폭파하게 된다. 다행히 조종석은 방공호라 살아남지만 기억은 잃게 된다. 한편 우민당은 친구의 명령으로 백신을 구해왔다며 백신을 나눠주며 인류의 영웅이 된다. 그리고 켄지와 친구들은 우민당에 의해 켄지일파라는 테러리스트집단이 되어 <피의 그믐달>이라고 역사에 기록된다.
폭파로 인해 기억이 잃게 된 켄지는 기억이 다시 떠올라 친구력 3년에 동북 지방의 관문에 다시 등장한다. 자신을 외계인으로 인식한 경찰들은 켄지에게 총을 겨누는데 켄지는 경찰들 앞에서 자신의 노래 <밥 레논>을 부른다. 이 때 세리자와사령관이 켄지를 죽이려 하나, 갑자기 나타난 켄지의 팬들로 인해 경찰관들이 도망을 치고 그 틈에 켄지를 알아 본 쵸노와 함께 도쿄로 향한다. 도쿄를 막고 있는 쿠마타니 관문을 통과하기 위해 난민촌에 살고있는 만화가 우지키의 도움으로 위조 통행증을 만들어 쿠마타니 관문을 통과하고, 홀로 간토군 성에 진입한다. 그리고 간토군 총통이 된 암살자를 말로 제압하고, 성을 수복한다. 그 뒤 도쿄로 돌아온 켄지는 테마파크에 복원된 초등학교 운동장에서 지구를 멸망시키기 위해 거대 로봇을 조종하는 친구와 만나 친구에게 어릴적 켄지가 훔친 지구방위대 뱃지를 훔치고, 가츠마타가 도둑으로 몰릴 때 모른 척 한 일에 대해 사과하지만 친구는 사과를 받아들이지 않는다. 그러나 사다키요가 나타나 친구를 붙잡은 상태에서 타무라 마사오의 인해 떨어진 원반에 부딪혀 친구는 사망하고, 사다키요는 중상을 입는다. 그 뒤 음악제에서 과거 멤버들이었던 찰리(하루 나미오)와 빌리와 함께 노래를 부르지만 팬들이 원하는 <밥 레논>은 부르지 않았다.
그리고 <신 예언의 서>에 남겨진 반양자 폭탄을 찾기 위해 버츄얼 게임속으로 들어가 현실 세계의 테마파크에 있는 비밀기지 속에 스위치가 있다는 것을 알아낸 뒤 버츄얼 게임속에 갇힌 만죠메 인슈를 통해 현실 세계의 엔도 칸나에게 메시지를 보낸다. 그리고 현실 세계로 돌아온 켄지는 비밀기지 속에 스위치로 향하는 거대 로봇을 보고, 로봇을 막기 위해 움직이는 거대 로봇에 탑승해서 거대 로봇을 멈추게 한다. 친구의 음모를 막은 켄지는 마지막으로 다시 버츄얼 게임에 들어가 어린 켄지에게 사다키요하고 작별인사를 하는 것과 지구방위대 뱃지를 훔친 것을 사과하라는 말을 하고, 중학생 시절 가면을 쓴 가츠마타가 자살하려다가 켄지가 튼 티렉스의 〈20th Century Boy〉를 듣고 포기하는 것까지 본 후 월드 투어에 나선다.
이름은 일본 가수 엔도 켄지에서 따왔다.